# Заповедные зоны Казахстана
Государственная заповедная зона в Казахстане — это особо охраняемая природная территория с дифференцированными видами режима охраны, предназначенная для сохранения и восстановления объектов государственного природно-заповедного фонда и биологического разнообразия на земельных участках и акваториях, зарезервированных под государственные природные заповедники, государственные национальные природные парки, государственные природные резерваты.
Заповедные зоны в Казахстане существуют с 1976 года.
- «Северный Каспий»
- Жусандалинская
- Кендерли-Каясанская
- Арысская и Карактауская
- Южно-Казахстанская